# 樹林交流道
24°57′07″N 121°23′15″E / 24.951834°N 121.387446°E
樹林交流道為臺灣國道三號的交流道，位於臺灣新北市樹林區，指標為46k，交流道位於原樹林收費站。臺北縣政府原規劃完整型交流道，聯絡道均為佳園路，新北市政府考量增設交流道後恐造成佳園路交通運轉不佳，且該道路無法再進行拓寬，同時考量後續規劃設計及施工時程、工程經費、與收費站重置介面整合及地區交通需求，優先建置需求量較大的北上入口及南下出口匝道。
樹林交流道通車後，新北市政府即闢駛917路、922路、939路、940路及943路等由樹林交流道進出國道三號的快速市區公車。
|  | 46 樹林 |  | 三峽 樹林 |

## 緣起
臺灣高速公路電子收費系統計程收費全面實施前，新北市樹林區柑園里利用三鶯及土城交流道進出高速公路的繞行距離較遠，許多民眾往返當地常常利用樹林收費站兩側高速公路局之公務便道進出高速公路及柑園地區，且近年來三峽的臺北大學特定區人口大幅成長，車流量亦遽增。在電子收費系統實施、收費站全面停用後，地方民眾盼能利用原樹林收費站用地增設交流道，以提供柑園及臺北大學週邊民眾就近出入高速公路，減少繞行可對於平面道路及現有高速公路連絡道路之交通衝擊。

## 歷史沿革
- 2009年，臺北縣政府交通局納入「98年度臺北縣交通流量特性調查及瓶頸易肇事路段改善－樹林收費站在未來高速公路全面採電子收費後變更為交流道可行性規劃」辦理。
- 2010年1月29日，臺北縣政府交通局將「國道3號增設樹林交流道可行性研究報告」函送高速公路局審核。
- 2014年3月28日，交通部函復高速公路局「國道3號增設樹林交流道可行性研究報告」原則同意辦理。
- 2015年2月8日，「國道3號增設樹林交流道工程」開工。
- 2015年11月8日，北上入口匝道臨時道路啟用[1]。
- 2017年1月5日，下午二時南下出口匝道及北上入口匝道正式啟用[2]。

## 鄰近公路
- 北84線
- 北85線

## 外部連結
- 國道三號樹林交流道示意圖 （页面存档备份，存于）（交通部高速公路局）